# 大網 (企業)
大網株式会社（おおあみ）は、東京都文京区に本社を置くセールスプロモーション業務やキャラクター商品の企画・制作・販売を手がける企業である。

## 概要
1906年（明治39年）に日本橋で梱包資材問屋「大網商店」として創業したのが起こりであり、戦後梱包資材を販売する流れで、段ボールを使ったPOP広告や商品ディスプレイの制作を手がけはじめた。1970年（昭和46年）、新たに現商号で登記すると共に事業内容をディスプレイ制作などセールスプロモーション事業に転換、以後広告デザインの制作、販促キャンペーンの企画制作、商品ディスプレイの制作、ノベルティ商品の開発、イベントの企画・運営、各種ウェブコンテンツの企画編集やデザインを手がけている。
1997年（平成7年）からはキャラクターマーチャンダイジング事業も開始、キャラクターライセンスビジネスや自社キャラクターの制作・展開、ホビー通信販売サイト「あみあみ」事業の開始、オリジナル商品の開発・販売も手がけている。

## 主な事業内容
- セールスプロモーション事業
  - 広告PRプランニング・デザイン製作
  - 販促キャンペーン企画制作
  - ディスプレイ・サインの企画制作
  - ノベルティ・プレミアム企画制作
  - イベントの企画制作・運営管理
- キャラクターライセンシング・MD開発
  - キャラクターライセンスビジネス
  - キャラクター商品の国内外へのネット通販
  - リユース事業
  - 商品の企画開発
    - フィギュアブランド「あみあみ」「あみあみゼロ」
    - キャラクタースポーツアパレル「amisports」
    - 女性向けキャラクター商品「amie」
- ウェブサイト・Eコマースの構築と運営管理
  - ホビー通販サイト「あみあみ」の運営
  - ウェブコンテンツの企画編集・デザイン
- 「あみあみ」実店舗運営 - 2015年に相模原市に実店舗1号店を開店[1]、2016年には秋葉原に2号店を開店[2]。
- メディア事業

## 制作提供番組
いずれもあみあみメディア事業室が企画制作している。
- れい&ゆいのホームランラジオ!（ニコニコ生放送・YouTube） 2015年4月 - [注 1][注 2]
  - 長谷川のび太の週刊ミッドナイター（2017年4月 - 2020年9月）[注 3]
不定期→隔週コーナーから、毎回放送のフロート番組に昇格
  - 白城なおの「ぬんスポ！」（2021年7月 - ）
隔週配信のフロート番組。
- かな&あいりのパっとUP（ニコニコ生放送・YouTube） 2015年10月 - [注 4][注 5]
- あみあみチャンネル - 2018年10月開設。2019年9月まではボイスアリーナ。
  - まりえさゆりのオフラインセッション（ニコニコ生放送・YouTube） 2017年4月 - [注 6]
  - 松田的超英雄電波。（ニコニコ生放送・YouTube） 2018年10月 -
  - らりルゥれろ（ニコニコ生放送・YouTube） 2018年10月 -
  - 都丸ちよの夢競馬（ニコニコ生放送・YouTube） 2018年10月 -
  - 香里有佐の有麺団（ニコニコ生放送・YouTube） 2019年2月 -
  - タカモリピーポーパーリナィ（ニコニコ生放送・YouTube） 2019年12月 -
  - 松田利冴と遊んでおくれよ。（ニコニコ生放送・YouTube） 2019年12月 -
  - 丸岡和佳奈のごめんあそばせ○○さん（ニコニコ生放送・YouTube） 2020年10月 -
  - 八巻アンナのアンナことこんなこと！（ニコニコ生放送・YouTube） 2020年11月 -
  - 河野ひよりのてれかくし（ニコニコ生放送・YouTube） 2021年1月 -
  - 市ノ瀬加那の秘密の部屋（ニコニコ生放送・YouTube） 2021年6月 -
- ボイスアリーナ - 2019年10月開設。
  - 丸岡和佳奈のゲームでカンパイ♡（ニコニコ生放送・YouTube） 2020年2月 -
  - 結名美月のわたし、ゲームが得意なんです！！！（ニコニコ生放送・YouTube） 2020年9月 -
  - 田中有紀の宇宙センターたなかゆき（ニコニコ生放送・YouTube） 2021年4月 -
- まゆちのおそとゲーム[注 7]（ニコニコ生放送・YouTube） 2020年9月 -
- あみあみSSRチャンネル - 2021年2月開設。
  - 黒木ほの香のSecret Show Room（ニコニコ生放送・YouTube） 2020年9月 - [注 8]
- あみあみひとりごえチャンネル - 2019年10月「あみあみチャンネル ニューエイジ」として開設。2022年1月リニューアル。
  - 川口莉奈の事務所の自動ドアが私だけ開かない件。（ニコニコ生放送） 2022年1月 -

### 終了番組
- 山谷祥生伝説（文化放送超!A&G+・ニコニコ生放送） 2016年10月 - 2017年4月
- 高森奈津美のP!ットイン★ラジオ（文化放送超!A&G+・ニコニコ生放送） 2015年10月 - 2018年4月
- りか&まこの文化放送ホームランラジオ スタDON（ニコニコ生放送） 2016年4月 - 2018年9月[注 9]
- 松田的超英雄電波（ラジオ関西・ニコニコ生放送）[注 10] 2016年4月 - 2018年9月[注 11][注 12]
- ☆佳村はるかのひみつきち☆（文化放送超!A&G+・ニコニコ生放送） 2015年10月 - 2019年3月
- 高森奈津美とおちゃっちゃしよ?（文化放送超!A&G+・ニコニコ生放送）[注 13] 2018年4月 - 2019年9月
- 佳村はるかのわ、わ、わ![注 14]（ニコニコ生放送・YouTube） 2019年4月 - 2019年12月
- のぞみとあやかのMog2 Kitchen（ニコニコ生放送・YouTube） 2016年5月 - 2021年2月
- 旧・ボイスアリーナ（現：あみあみチャンネル）
  - Project V×V → 声優バーチャル部（ニコニコ生放送） 2018年10月 - 2019年3月[注 15]
  - ゆうきのぞみのV.O.D.モンスター（ニコニコ動画・YouTube） 2019年2月 - 2019年3月
- 現・ボイスアリーナ
  - 声優バーチャル部 スプリング・F・杏（CV：春野杏）のゲーム実況（ニコニコ生放送・YouTube） 2019年4月 - 2020年3月[注 16]
  - 清野茂樹のGJ（ゲージェイ）スタイルズ（ニコニコ生放送・YouTube） 2019年11月 - 2020年1月
- あみあみチャンネル ニューエイジ - 2019年10月開設。2022年1月「あみあみひとりごえチャンネル」へリニューアル。
  - 内田秀のIt's 秀 Time!（ニコニコ生放送・YouTube） 2019年10月 - 2020年9月
  - 河野ひよりとピザの耳（ニコニコ生放送・YouTube） 2019年10月 - 2020年9月
  - 八巻アンナのまき、やっつです!（ニコニコ生放送・YouTube） 2019年10月 - 2020年10月
  - 岩井映美里のいちみりからえみりまで（ニコニコ生放送・YouTube） 2019年10月 - 2020年10月
  - 和泉風花の番組って、こんなふうか?（ニコニコ生放送・YouTube） 2019年10月 - 2020年10月
  - 香里有佐のありありさー!（ニコニコ生放送・YouTube） 2019年10月 - 2020年10月
  - 白城なおのなおさらしろしろ！（ニコニコ生放送・YouTube） 2020年4月 - 2021年3月
  - 社本悠のしゃももももももしゃものうち（ニコニコ生放送・YouTube） 2020年4月 - 2021年4月
  - 田中有紀とゆきだるまと！（ニコニコ生放送・YouTube） 2020年4月 - 2021年4月
  - 市ノ瀬加那のみちのせかい（ニコニコ生放送・YouTube） 2020年4月 - 2021年4月
  - 緒方佑奈のおおがた育成計画（ニコニコ生放送・YouTube） 2020年10月 - 2021年9月
  - 野中深愛のみお様に尽くしなさい！（ニコニコ生放送・YouTube） 2020年10月 - 2021年9月
  - 幸村恵理のエニタイムえりタイム！（ニコニコ生放送・YouTube） 2020年10月 - 2021年10月
  - 山田美鈴の山あり谷あり美鈴あり（ニコニコ生放送・YouTube） 2020年10月 - 2021年10月
  - 田嶌紗蘭の今日はなにまる？（ニコニコ生放送・YouTube） 2020年10月 - 2021年10月
  - 根本京里のあなたとみやりんく（ニコニコ生放送・YouTube） 2020年10月 - 2021年10月